# Власть (концепт)
Власть — социальный конструкт, отражающий определённым образом выстроенные отношения подчинения кого-то кому-то, зависимости, проявления силы или давления, оказания влияния, возможно невидимого. Власть — междисциплинарный концепт, неразрывно связанный с концептами «знание», «элита», «управление», «канон», «дисциплинарность».
Наиболее разработан концепт власти в работах Мишеля Фуко, который противопоставляет свои представления о «дисциплинарной власти» власти, связанной с законами. В его представлениях власть оказывается простым ограничителем свободы, границей её осуществления. Она не сконцентрирована в какой-то точке, она вездесуща и воспроизводит себя в социальных отношениях.
Власть, по Фуко, может быть представлена следующим образом:
- Осуществление надзора. Объект должен быть видимым.
- Дисциплинарные практики, которые осуществляются над объектом.
- Тело — сам объект.
- Особым образом устроенное пространство.
- Знание, неразрывно связанное с властью.

В таком виде власть прежде всего представлена в больницах, тюрьмах, учебных заведениях. Тюрьма — идеальное пространство для осуществления власти. Определённым образом организованные помещения тюрем позволяют осуществлять надзор над заключёнными (объектами власти), в ходу и дисциплинарные практики. Идеальное воплощение такой тюрьмы — паноптикум.
М. Фуко не разделяет концепты «власти» и «знания». Его занимают механизмы власти, которые «делают возможными и продуцируют эти производства истин, а эти производства истин сами оказывают властные воздействия, которые нас связывают». Под истиной Фуко понимает не просто общую норму, а некую совокупность приёмов, позволяющих совершать высказывания, которые будут восприниматься как истина.
Фуко рассматривает дисциплинарную власть как стратегию, а Мишель де Серто рассматривает власть как практику. Если у Фуко власть — явление жёсткое и не изменяющееся, то практика де Серто выглядит иначе. Практика — это способ освоения мира и жизнь в нём, осуществляющиеся через мягкое игнорирование, приспособление и изменение среды. Смысл не в том, чтобы активно и жёстко сопротивляться власти, как это происходит в стратегиях, а в том, чтобы мягко уходить от нежелательных влияний, все равно делать «по-своему», но без сопротивления, через изменение среды.
Совсем другой заход к пониманию власти совершает Пьер Бурдьё, говоря о символической власти — она невидима и может осуществляться только при содействии тех, кто не хочет знать, что подвержен ей или даже сам её осуществляет. Существуют «символические системы», такие как язык, миф, религия в качестве инструментов познания и конструирования мира. И такие системы могут осуществлять свою структурирующую власть лишь потому, что они структурированы сами. Символическая власть может изменять мир, определять отношение к нему, видение мира, но лишь при условии её признания — легитимности. Именно вера в её легитимность позволяет производящим эту власть давать силу словам и лозунгам и тем самым менять или осуществлять порядок.